# High League
High League – zawieszona polska federacja organizująca gale typu freak show fight, działająca w latach 2021–2023. Pojedynki toczone były głównie na zasadach MMA, czasami odbywały się w boksie czy kick-boxingu, podczas których walczyli celebryci, youtuberzy, raperzy, influencerzy oraz inne osoby ze świata mediów. Twarzą federacji był raper – Malik Montana.

## Zawieszenie działalności
Decyzją Ministra Spraw Wewnętrznych i Administracji z 29 maja 2023 spółka została wpisana na listę podmiotów, których środki zostały zamrożone ze względu na sankcje nałożone na beneficjentów  spółki, którymi są obywatele Rosji pochodzenia czeczeńskiego i którzy rzekomo mają utrzymywać relacje z Ramzanem Kadyrowem, w związku z czym organizatorzy gal ogłosili, że ich działalność „zostaje tymczasowo zawieszona”.

## Historia
High League 1: Lexy vs. Natsu
Pierwsza edycja High League odbyła się 28 sierpnia 2021 w gdańsko-sopockiej Ergo Arenie. Main Eventem gali było starcie kobiet pomiędzy Lexy Chaplin i Natalią „Natsu” Karczmarczyk. Pojedynek zwyciężyła Natsu, poprzez jednogłośną decyzję sędziów. Co-Main Eventem gali był zaś następny pojedynek kobiet, w którym brała udział pięściarka, Ewa „Kleo” Brodnicka oraz influencerka, Aniela „Lil Masti” Bogusz. Batalię wygrała „Lil Masti” przez TKO w trzeciej rundzie. Na gali była też walka trzech zawodników na raz (1 vs. 1 vs. 1), w którym wzięli udział Łukasz „Lukas TV” Wdowiak, Sebastian „Bunio” Szabunio i Kamil Kossakowski, w tej walce najpierw Kossakowski został wyeliminowany i walka toczyła się dalej między „Lukasem TV” i „Buniem”, to starcie wygrał Lukas TV przez TKO w trzeciej rundzie. Na gali mogliśmy też zobaczyć starcie niskorosłych, pomiędzy Maciejem „Big Jackiem” Jaremą oraz Jakubem „Carlito” Olewińskim, zwycięstwo poprzez TKO w drugiej rundzie odniósł Big Jack.
High League 2: pashaBiceps vs. Owca
Druga edycja High League odbyła się 5 lutego 2022 w Krakowskiej Tauron Arenie. Walką wieczoru tego wydarzenie był pojedynek bokserski w rękawicach MMA pomiędzy e-sportowcem, Jarosławem „pashąBiceps” Jarząbkowskim oraz kulturystą uczestniczącym w projekcie Warszawski Koks, Michałem „Owcą WK” Owczarzakiem. W drugiej rundzie tego starcia „pashaBiceps” znokautował rywala. W drugiej walce wieczoru (tzw. Co-Main Evencie) wystąpiła bohaterka poprzedniej gali Lexy Chaplin, która już w pierwszej rundzie pokonała przez techniczny nokaut inną influencerkę, Agatę „Fagatę” Fąk. Podczas tej edycji wystąpił ponownie wracający po zwycięstwie Maciej „Big Jack” Jarema, który zawalczył z Mateuszem „Mini Majkiem” Krzyżanowskim, o pas niskorosłych. Pierwszym mistrzem federacji po pojedynku na pełnym dystansie został „Mini Majk”. Dodatkowo zgromadzona publiczność zobaczyła starcie w kick-boxingu na zasadach K-1, pomiędzy bohaterem programu Warsaw Shore: Ekipa z Warszawy, Alanem „Alanikiem” Kwiecińskim oraz niebojącym się wyzwań podjęcia walki, Denisem „Bad Boyem” Załęckim, który zwyciężył jednogłośną decyzją oraz finału.
High League 3: Alberto vs. Dubiel
Trzecia edycja High League odbyła się 4 czerwca 2022 w Gdańsko-Sopockiej Ergo Arenie. Main Eventem tej gali było starcie pomiędzy raperem, Alberto Simao oraz youtuberem, Marcinem Dubielem. Walkę po trzech rundach jednogłośną decyzją sędziowską zwyciężył faworyzowany raper. W Co-Main Evencie tego wydarzenia Robert „Robur” Orzechowski ekspresowa zwyciężył walkę z Robertem „Hardkorowym Koksem” Burneiką, przez kontuzję nogi Litwina. Po raz pierwszy w historii freak show fightów doszło do pojedynku na zasadach boksu birmańkiego, w którym zmierzyły się popularne w mediach społecznościowych kobiety m.in. uczestniczka pierwszej gali High League – Aniela „Lil Masti” Bogusz oraz znana z federacji FAME MMA – Kamila Smogulecka, przedstawiana jako „Zusje Astafiewa”, a dawniej jako „Luxuria Astaroth”. Walkę zwyciężyła po pełnym dystansie jednogłośnie popularna „Lil Masti”. Na tej gali miało dojść także do zestawienia Denisa „Bad Boya” Załęckiego z Mateuszem „Don Diego” Kubiszynem, dla obu zawodników byłby to debiut w formule MMA, jednak walka została odwołana podczas gali (starcie zostało przeniesione na galę High League 3: Extra). W pozostałych walkach zwyciężali m.in.: Dawid „Crazy” Załęcki, Ewa „Kleo” Brodnicka, Kamil Kossakowski, Mateusz „Tarzan” Leśniak czy Alan „Alan Człowieku” Godziński.
High League 3: Extra
Specjalna gala High League 3: Extra odbyła się 20 czerwca 2022 w opuszczonej Fabryce Samochodów Osobowych (FSO) w osiedlu Żerań w Warszawie. Jednorazową walką wieczoru tego wydarzenia było odwołane starcie z poprzedniej gali (High League 3: Alberto vs. Dubiel) pomiędzy Denisem „Bad Boyem” Załęckim oraz Mateuszem „Don Diego” Kubiszynem. Walkę po trzech rundach jednogłośnie zwyciężył faworyzowany „Don Diego”.
High League 4: Lexy vs. Natsu 2
Czwarta edycja High League odbyła się 17 września 2022 w Arenie Gliwice. Walką wieczoru gali było rewanżowe starcie topowych influencerek, Lexy Chaplin i Natalii „Natsu" Karczmarczyk. Stawką pojedynku był pas kobiet wagi muszej. Po pełnych 9 minutach walki zwyciężczynią oraz mistrzynią federacji została Lexy. Co-main eventem było starcie toruńskiego zadymiarza Denisa „Bad Boya" Załęckiego z polskim pięściarzem Arturem Szpilką. Walkę zwyciężył pięściarz po kontuzji nogi Załęckiego. Mini Majk obronił pas mistrzowski niskorosłych w walce z francuzem, Salimem Chiboubem, po walce zakończonej poprzez TKO w 1 rundzie. Największy zadymiarz Amadeusz Ferrari został wypożyczony z konkurencyjnej federacji Fame MMA na jedną walkę, podczas której znokautował Pawła Bombę już w pierwszej rundzie. Lewicowa aktywistka Maja Staśko pokonała streamerkę Ewę „Mrs. Honey” Wyszatycka po walce na pełnym dystansie. Członek drugiego Teamu X Cezary „Czaro” Nykiel przegrał z przyjacielem Tromby z Ekipy Friza, Jakubem Nowaczkiewiczem. Podopieczny Malika Montany i brat Alberto, Josef Bratan ciężko znokautował członka grupy muzycznej – White Widow, Krystiana „Maciasa” Maciaszczyka w pierwszej rundzie, w formule kick-bokserskiej na zasadach K-1 w rękawicach MMA. Były członek Xayoo Industries, Jakub „Holak” Krawczyk-Holak pokonał Jakuba „Kubxa” Świtałę przez TKO w trzeciej rundzie. Strongman oraz członek Strong Ekipy Konrad Karwat błyskawicznie rozprawił się z kulturystą Radosławem Słodkiewiczem. 
High League 5: Alberto vs. Tybori
Piąta edycja High League odbyła się 10 grudnia 2022 w łódzkiej Atlas Arenie. Walką wieczoru gali była walka rapera GM2l Alberto Simao oraz doświadczonego Pawła „Tybori" Tyburskiego. Walkę wygrał ten drugi po TKO w drugiej rundzie. Natalia „Natsu” Karczmarczyk powróciła do oktagonu po porażce z Lexy na poprzedniej gali, aby tym razem wygrać z Agatą „Fagatą” Fąk, lecz ostatecznie po pełnej 3-rundowej walce zwyciężyła werdyktem jednogłośnym Fagata. Mateusz Murański zostaje zdyskwalifikowany w walce z Pawłem „Scarfacem” Bombą, obalając go w pojedynku na zasadach K-1. Zapaśnik olimpijski Damian Janikowski pokonuje zawodnika Gromdy, Mateusza „Don Diego” Kubiszyna poprzez jednogłośną decyzję sędziów. Maja Staśko youtuberkę i infuencerkę Maszę w pierwszej rundzie, w starciu na zasadach K-1 w rękawicach MMA. Powracający Zony po porażce z Norbertem „Disem” Gierczakiem z High League 2, wychodzi tym razem zwycięsko ze starcia z Holakiem-Krawczykiem. Streamer Leh pokonuje Diablesa w boksie w rękawicach MMA. Czarnogórski zawodnik MMA Vaso Bakočević zostaje pokonany przez Dawida „Crazy'ego” Załęckiego, ojca Denisa Załęckiego już w pierwszej rundzie. Andrzej Gazda niejednogłośnie wygrał z tancerzem z TikToka Sequento. Były zawodnik Fame MMA Kamil „Hassi” Hassan przegrał z byłym zawodnikiem amatorskiego boksu, Wojciechem Sobierajskim. 
High League 6: pashaBiceps vs. Dubiel
Szósta edycja High League odbyła się 18 marca 2023 w katowickim Spodku. Podczas walki wieczoru po raz drugi do oktagonu wszedł legendarny polski e-sportowiec Jarosław „pashaBiceps” Jarząbkowski, który po wygranej walce z Michałem „Owcą WK” Owczarzakiem w formule bokserskiej zadebiutował w MMA. Jarząbkowski tym razem poległ w oktagonie z bardziej doświadczonym w tej formule, Marcinem Dubielem. Podczas co-main eventu popularna influencerka Lexy Chaplin triumfowała z członkinią Natsu World oraz byłą zawodniczką innej federacji freak fight, Prime Show MMA – Pauliną Hornik (1-0). Dziennikarz portalu MMA.pl oraz były zawodnik i konferansjer Prime Show MMA Michał Cichy skrzyżował rękawice z niedoszłym rywalem Jacka Murańskiego - Tomaszem „Szalonym Reporterem” Matysiakiem. Marcin „El Testosteron” Najman, który miał zmierzyć się z Jackiem Murańskim, zmierzył się z Pawłem „Prezesem FEN” Jóźwiakiem. Zmiana przeciwnika była spowodowana śmiercią syna „Starego Murana”, Mateusza „Murana” Murańskiego. Denis „Bad Boy” Załęcki został zdyskwalifikowany po nielegalnym kopnięciu w walce z Pawłem „Tyborim” Tyborskim, oddając mu w ten sposób zwycięstwo.
High League 7: Grand Prix; wpis na listę sankcyjną
Siódma edycja High League, zatytułowana High League 7: Grand Prix, miała odbyć się 17 czerwca 2023 roku w krakowskiej Tauron Arenie. Podczas gali miało dojść do ćwierćfinałów turnieju High League Grand Prix, w którym mieli zmierzyć się m.in. Marcin Najman, Jacek Murański, Japczan, Szalony Reporter, Lizak, Ludwiczek, Super Mario czy Daro Lew. Oprócz walk turniejowych, na gali miało dojść do pięciu tzw. super fightów, podczas których skrzyżować rękawice mieli Koro i Edzio, Dawid Załęcki i Denis Labryga, Tomasz Sarara i Michał Pasternak, Jakub Nowaczkiewicz i Josef Bratan, a w walce wieczoru miało dojść do walki między Alberto a Kubańczykiem. Ostatecznie wydarzenie to nie odbyło się w związku z wpisaniem na listę sankcyjną spółki – organizatora gali oraz jej udziałowców, jak również zamrożenia środków w związku z domniemanymi powiązaniami zarządu z Ramzanem Kadyrowem. Organizatorzy zapowiedzieli pełny zwrot pieniędzy za zakupione bilety. Niektóre pojedynki pierwotnie mające się odbyć podczas High League 7 odbyły się na galach innych organizacji: Koro vs Edzio, Nowaczkiewicz vs Josef Bratan oraz Kubańczyk vs Alberto odbyły się w trakcie gali Fame Friday Arena 1, a walka między Załęckim a Labrygą podczas Clout MMA 1.

## Lista gal i rozpiska
| Nr | Gala                                  | Data             | Miejsce                                       | Frekwencja widowni (przybliżona) | Transmisja                                   |
| -- | ------------------------------------- | ---------------- | --------------------------------------------- | -------------------------------- | -------------------------------------------- |
| 1  | High League 1: Lexy vs. Natsu         | 28 sierpnia 2021 | Gdańsk/Sopot, Ergo Arena                      | 10 000 widzów                    | PPV – HighLive.tv                            |
| 2  | High League 2: pashaBiceps vs. Owca   | 5 lutego 2022    | Kraków, Tauron Arena                          | 19 000 widzów                    | PPV – HighLive.tv                            |
| 3  | High League 3: Alberto vs. Dubiel     | 4 czerwca 2022   | Gdańsk/Sopot, Ergo Arena                      | 10 000 widzów                    | PPV – HighLive.tv                            |
| 3  | High League 3: Extra                  | 20 czerwca 2022  | Fabryka Samochodów Osobowych, Warszawa, Żerań | Brak widzów                      | PPV – HighLive.tv                            |
| 4  | High League 4: Natsu vs. Lexy 2       | 17 września 2022 | Gliwice, Arena Gliwice                        | 12 000 widzów                    | PPV – HighLive.tv, Polsat Box, Polsat Box Go |
| 5  | High League 5: Alberto vs. Tybori     | 10 grudnia 2022  | Łódź, Atlas Arena                             | 12 000 widzów                    | PPV – HighLive.tv, Polsat Box, Polsat Box Go |
| 6  | High League 6: pashaBiceps vs. Dubiel | 18 marca 2023    | Katowice, Spodek                              | 11 000 widzów                    | PPV – HighLive.tv                            |

## Historia mistrzów

### OPEN Niskorośli
| Nr | Mistrz                                                                | Od                            | Do             | Obrony tytułu                                              |
| -- | --------------------------------------------------------------------- | ----------------------------- | -------------- | ---------------------------------------------------------- |
| 1. | Mateusz „Mini Majk” Krzyżanowski (pokonał Macieja „Big Jacka” Jareme) | 5 lutego 2022 (High League 2) | 2 czerwca 2023 | - pokonał Salima Chibouba 17 września 2022 (High League 4) |

### Muszakobiety
| Nr | Mistrz                                               | Od                               | Do             | Obrony tytułu |
| -- | ---------------------------------------------------- | -------------------------------- | -------------- | ------------- |
| 1. | Lexy Chaplin (pokonała Natalię „Natsu” Karczmarczyk) | 17 września 2022 (High League 4) | 2 czerwca 2023 |               |

## Wyniki gal High League

### High League 1: Lexy vs. Natsu
- Walka kobiet w kategorii open: (Main Event)  Lexy Chaplin –  Natalia „Natsu” Karczmarczyk

Zwycięstwo Natsu przez jednogłośną decyzję sędziów po 3 rundach
- Walka kobiet w kategorii koguciej: (Co-Main Event)  Ewa „Kleo” Brodnicka –  Aniela „Lil Masti” Bogusz

Zwycięstwo Lil Masti przez TKO (ciosy pięściami w parterze) w 3 rundzie
- Walka w kategorii półciężkiej:  Adrian „Medusa” Salamon –  Maciej Rataj

Zwycięstwo Medusy przez poddanie (kimura) w 3 rundzie
- Walka w kategorii ciężkiej:  Piotr „Bonus BGC” Witczak –  Jakub „Japczan” Piotrowicz

Zwycięstwo Japczana przez jednogłośną decyzję sędziów po 3 rundach
- Walka w kategorii lekkiej:  Jose „Josef Bratan” Simao –  Gabriel „Cesarz Narcyz” Bystrzycki

Zwycięstwo Josefa Bratana przez jednogłośną decyzję sędziów po 3 rundach
- Walka w kategorii open: (Walka trzech na raz-1 vs. 1 vs. 1)  Łukasz „Lukas TV” Wdowiak –  Sebastian „Bunio” Szabunio –  Kamil Kossakowski

Zwycięstwo Lukasa TV przez TKO (kolana) w 2 rundzie (z Kosakowskim) i (ciosy pięściami w parterze) w 3 rundzie (z Buniem)
- Walka niskorosłych w kategorii open:  Maciej „Big Jack” Jarema –  Jakub „Carlito” Olewiński

Zwycięstwo Big Jacka przez TKO (ciosy pięściami w parterze) w 2 rundzie
- Walka w kategorii lekkiej:  Jakub Nowaczkiewicz –  Przemysław „Kolar” Kolarczyk

Zwycięstwo Nowaczkiewicza przez TKO (niezdolność do kontynuowania walki) w 1 rundzie

### High League 2: pashaBiceps vs. Owca
- Walka w kategorii półciężkiej: (Boks w rękawicach MMA, Main Event)  Jarosław „pashaBiceps” Jarząbkowski –  Michał „Owca” Owczarzak

Zwycięstwo pashyBicepsa przez TKO (niezdolność do kontynuowania walki) w 2 rundzie
- Walka kobiet w kategorii koguciej: (Co-Main Event)  Lexy Chaplin –  Agata „Fagata” Fąk

Zwycięstwo Chaplin przez TKO (ciosy pięściami w parterze) w 1 rundzie
- Walka w kategorii półśredniej:  Norbert „Dis” Gierczak –  Maciej „Zony” Zoniuk

Zwycięstwo Disa przez jednogłośną decyzję sędziów po 3 rundach
- Walka o pas mistrzowski niskorosłych High League w kategorii open:  Mateusz „Mini Majk” Krzyżanowski –  Maciej „Big Jack” Jarema

Zwycięstwo Mini Majka przez jednogłośną decyzję sędziów po 3 rundach
- Walka w kategorii open: (Kick-boxing/K-1)  Alan „Alanik” Kwieciński –  Denis „Bad Boy” Załęcki

Zwycięstwo Bad Boya przez jednogłośną decyzję sędziów po 3 rundach
- Walka w kategorii lekkiej:  Piotr „czuuX” Czupryn –  Piotr „Edzio” Bylina

Zwycięstwo Edzia przez poddanie (duszenie trójkątne rękoma) w 1 rundzie
- Walka w kategorii piórkowej:  Jakub Nowaczkiewicz –  Hubert „Dredziasty” Węzka

Zwycięstwo Nowaczkiewicza przez TKO (ciosy pięściami w parterze) w 2 rundzie
- Walka w kategorii ciężkiej:  Konrad Karwat –  Mateusz „Tarzan” Leśniak

Zwycięstwo Karwata przez TKO (ciosy pięściami w parterze) w 2 rundzie

### High League 3: Alberto vs. Dubiel
- Walka w kategorii średniej: (Main Event)  Alberto Simao –  Marcin Dubiel

Zwycięstwo Simao przez jednogłośną decyzję sędziów po 3 rundach
- Walka w kategorii ciężkiej: (Co-Main Event)  Robert „Robur” Orzechowski –  Robert „Hardkorowy Koksu” Burneika

Zwycięstwo Robura przez TKO (kontuzja kolana) w 1 rundzie
- Walka w kategorii koguciej: (Boks birmański)  Aniela „Lil Masti” Bogusz –  Kamila „Zusje” Smogulecka

Zwycięstwo Lil Masti przez jednogłośną decyzję sędziów po 3 rundach
- Walka w kategorii open: (Super Fight, Kick-boxing/K-1 w małych rękawicach MMA)  Alan „Alanik” Kwieciński –  Dawid „Crazy” Załęcki

Zwycięstwo Crazy'ego przez TKO (trzykrotne liczenie) w 1 rundzie
- Walka kobiet w limicie umownym -62 kg:  Ewa „Kleo” Brodnicka –  Kamila „Kamiszka” Wybrańczyk

Zwycięstwo Kleo przez jednogłośną decyzję sędziów po 3 rundach
- Walka w kategorii półśredniej:  Łukasz „Lukas TV” Wdowiak –  Kamil Kossakowski

Zwycięstwo Kossakowskiego przez jednogłośną decyzję sędziów po 3 rundach
- Walka w kategorii ciężkiej:  Mateusz „Tarzan" Leśniak –  Paweł „Scarface" Bomba

Zwycięstwo Tarzana przez KO (cios pięścią) w 1 rundzie
- Walka w limicie umownym -72 kg:  Przemysław „Kolar” Kolarczyk –  Alan „Alan Człowieku" Godziński

Zwycięstwo Alana Człowieku przez TKO (ciosy pięściami w parterze) w 1 rundzie

### High League 3: Extra
- Walka w kategorii ciężkiej: (Main Event)  Denis „Bad Boy” Załęcki –  Mateusz „Don Diego” Kubiszyn

Zwycięstwo Don Diego przez jednogłośną decyzję sędziów po 3 rundach

### High League 4: Natsu vs. Lexy 2
- Walka o pas mistrzowski kobiet w kategorii muszej: (Main Event)  Natalia „Natsu” Karczmarczyk –  Lexy Chaplin

Zwycięstwo Chaplin przez jednogłośną decyzję sędziów po 3 rundach
- Walka w kategorii ciężkiej: (Co-Main Event)  Artur „Szpila" Szpilka –  Denis „Bad Boy” Załęcki

Zwycięstwo Szpilki przez TKO (kontuzja kolana) w 1 rundzie
- Walka o pas mistrzowski niskorosłych High League w kategorii open:  Mateusz „Mini Majk” Krzyżanowski –  Salim Chiboub

Zwycięstwo Mini Majka przez TKO (ciosy w parterze z krucyfiksu) w 1 rundzie
- Walka w kategorii półśredniej: (Specjalne zasady: zasady Pride FC, No Rules: Dozwolone soccer kicki, kopnięcia na głowę w parterze, łokcie oraz stompy)  Amadeusz „Ferrari” Roślik –  Paweł „Scarface” Bomba

Zwycięstwo Ferrariego przez KO (prawy sierpowy) w 1 rundzie
- Walka kobiet w kategorii open:  Maja Staśko –  Ewa „Mrs. Honey” Wyszatycka

Zwycięstwo Staśko przez jednogłośną decyzję sędziów po 3 rundach
- Walka w kategorii lekkiej:  Jakub Nowaczkiewicz –  Cezary „Czaro” Nykiel

Zwycięstwo Nowaczkiewicza przez TKO (ciosy pięściami w parterze) w 1 rundzie
- Walka w kategorii open: (Kick-boxing/K-1 w małych rękawicach MMA)  Jose „Josef Bratan” Simao –  Krystian „Macias” Maciaszczyk

Zwycięstwo Josefa Bratana przez KO (prawy podbródkowy) w 1 rundzie
- Walka w kategorii open:  Jakub „Holak” Krawczyk-Holak –  Jakub „Kubx” Świtała

Zwycięstwo Holaka przez TKO (kolana) w 3 rundzie
- Walka w kategorii ciężkiej:  Konrad Karwat –  Radosław Słodkiewicz

Zwycięstwo Karwata przez TKO (ciosy w parterze z krucyfiksu) w 1 rundzie

### High League 5: Alberto vs. Tybori
- Walka w umownym limicie -88,5 kg: (Main Event)  Alberto Simao  –  Paweł „Tybori” Tyburski

Zwycięstwo Tyboriego przez TKO (ciosy pięściami w parterze) w 2 rundzie
- Walka kobiet w kategorii open: (Co-Main Event)  Natalia „Natsu” Karczmarczyk –  Agata „Fagata” Fąk

Zwycięstwo Fagaty przez jednogłośną decyzję sędziów po 3 rundach
- Walka w kategorii open: (Kick-boxing/K-1)  Mateusz „Muran” Murański –  Paweł „Scarface” Bomba

Zwycięstwo Scarface przez dyskwalifikację (sprowadzenie do parteru) w 3 rundzie
- Walka w umownym limicie -90 kg:  Damian Janikowski –  Mateusz „Don Diego” Kubiszyn

Zwycięstwo Janikowskiego przez jednogłośną decyzję sędziów po 3 rundach
- Walka kobiet w kategorii open: (Kick-boxing/K-1 w rękawicach MMA)  Maja Staśko –  Maria „Masza” Graczykowska

Zwycięstwo Staśko przez TKO (niezdolność do kontynuowania walki po nokdaunie) w 1 rundzie
- Walka w kategorii średniej:  Maciej „Zony” Zoniuk –  Jakub „Holak” Krawczyk-Holak

Zwycięstwo Zonego przez TKO (ciosy pięściami w parterze) w 2 rundzie
- Walka w kategorii open: (Boks w rękawicach MMA)  Dawid „Diables” Porwisiak –  Paweł „Leh” Lehmann

Zwycięstwo Leha przez jednogłośną decyzję sędziów po 3 rundach
- Walka w kategorii open: (Kickboxing/K-1 w rękawicach MMA)  Dawid „Crazy” Załęcki –  Vaso „Psychopath” Bakočević

Zwycięstwo Crazy'ego przez TKO (kontuzja nogi po nokdaunie) w 1 rundzie
- Walka w kategorii średniej:  Przemysław „Sequento” Skulski –  Andrzej „Andrew” Gazda

Zwycięstwo Andrew przez niejednogłośną decyzję sędziów po 3 rundach
- Walka w umownym limicie -74 kg:  Kamil „Hassi” Hassan –  Wojciech „Rekordzista” Sobierajski

Zwycięstwo Rekordzisty przez większościową decyzję sędziów po 3 rundach

### High League 6: pashaBiceps vs. Dubiel
- Walka w limicie umownym do -79,5 kg: (Main Event)  Jarosław „pashaBiceps” Jarząbkowski –  Marcin Dubiel

Zwycięstwo Dubiela przez techniczne poddanie (duszenie gilotynowe) w 1 rundzie
- Walka kobiet w kategorii koguciej: (Co-Main Event)  Lexy Chaplin –  Paulina Hornik

Zwycięstwo Chaplin przez TKO (ciosy pięściami w parterze) w 2 rundzie
- Walka w kategorii ciężkiej: (Co-Main Event)  Marcin „El Testosteron” Najman –  Paweł „Prezes FEN” Jóźwiak

Zwycięstwo El Testosterona przez jednogłośną decyzję sędziów po 3 rundach
- Walka w kategorii open: (Kickboxing/K-1 w rękawicach MMA)  Mateusz „Don Diego” Kubiszyn –  Dawid „Crazy” Załęcki

Zwycięstwo Don Diego przez jednogłośną decyzję sędziów po 3 rundach
- Walka w kategorii ciężkiej:  Konrad Karwat –  Denis Labryga

Zwycięstwo Labrygi przez TKO (prawy podbródkowy + ciosy pięściami w parterze) w 1 rundzie
- Walka w kategorii ciężkiej: (Boks w rękawicach MMA)  Denis „Bad Boy” Załęcki –  Paweł „Tybori” Tyburski

Zwycięstwo Tyboriego przez dyskwalifikacje rywala (nielegalne kopnięcie) w 1 rundzie
- Walka w kategorii open:  Dariusz „Daro Lew” Kaźmierczuk –  Kacper „Ludwiczek” Bociański

Zwycięstwo Dara Lwa przez jednogłośną decyzję sędziów po 3 rundach
- Walka w kategorii open:  Tomasz „Szalony Reporter” Matysiak –  Michał „Zadymiarz” Cichy

Zwycięstwo Szalonego Reportera przez jednogłośną decyzję sędziów po 3 rundach
- Walka w kategorii open:  Mateusz „Haribo” Gąsiewski –  Roger Salla

Zwycięstwo Salli przez TKO (prawy sierpowy i ciosy pięściami w parterze) w 1 rundzie

## Skład
| Aktualni członkowie         | Funkcja                            | Dawni członkowie                            |
| --------------------------- | ---------------------------------- | ------------------------------------------- |
| Mosa „Malik Montana” Ghawsi | Twarz federacji                    |                                             |
| Chazbi Edelbiew             | Właściciele                        |                                             |
| Sławomir Bielski            | Właściciele                        |                                             |
| Magdalena Rzewnicka         | Właściciele                        |                                             |
| Diana Edelbiewa             | Właściciele                        |                                             |
| Arkadiusz Pawłowski         | Ring announcer                     | Jeff Houston                                |
| Arkadiusz Pawłowski         | Prowadzący konferencje             |                                             |
| Mateusz Kaniowski           | Prowadzący konferencje             |                                             |
| Dominik Durniat             | Komentatorzy                       | Artur „Kornik” Sowiński, Paweł Derlacz      |
| Mateusz Kaniowski           | Komentatorzy                       | Artur „Kornik” Sowiński, Paweł Derlacz      |
| Piotr „Izak” Skowyrski      | Komentatorzy                       | Artur „Kornik” Sowiński, Paweł Derlacz      |
| Mateusz Kaniowski           | Prowadzący studio                  | Karolina Owczarz, Łukasz „Yoczook” Walaszek |
| Arkadiusz Pawłowski         | Wywiady po walkach                 | Dominik „Mr. Polska” Czajka-Groot           |
| Arkadiusz Pawłowski         | Prowadzący program "Rundki"        |                                             |
| Mateusz Kaniowski           | Prowadzący program "Rundki"        |                                             |
| Arkadiusz Pawłowski         | Prowadzący ważenie i media trening |                                             |
| Szymon Bońkowski            | Sędzia główny                      | Michał Wlazło                               |

## Sponsorzy
| Sponsor                 | Praca               | Początek współpracy | Koniec współpracy |
| ----------------------- | ------------------- | ------------------- | ----------------- |
| Fortuna                 | Bukmacher           | 2021                | 2023              |
| Smoke Story Group (SSG) | Partner techniczny  | 2021                | 2023              |
| Super Express           | Patron mediowy      | 2021                | 2023              |
| Radio Eska              | Patron mediowy      | 2021                | 2023              |
| Kredens Smaku           | Partner dietetyczny | 2021                | 2022              |
| Kuchnia Wikinga         | Partner dietetyczny | 2022                | 2023              |
| Hotpay                  | Operator płatności  | 2021                | 2023              |
| Genesis                 | Inne                | 2021                | 2023              |
| Team X                  | Inne                | 2021                | 2021              |
| WKDzik                  | Inne                | 2022                | 2023              |
| Plente                  | Inne                | 2022                | 2023              |
| O'la Voga               | Inne                | 2022                | 2023              |
| Key-drop                | Inne                | ?                   | 2023              |
| Fazicars                | Inne                | ?                   | 2023              |
| Overlord                | Inne                | ?                   | 2023              |
| Payskin                 | Operator płatności  | 2022                | 2023              |